# 디지털 기업
디지털 기업(Digital Enterprise)은 디지털 기술을 활용하여 기존 산업과 기업들이 따르던 게임의 법칙을 뒤짚어엎고 새로운 게임의 법칙을 창출하고 산업 구조를 재정의하는 기업이다. 즉, IT(Information Technololgy-정보기술) 및 ICT(Information and Communication Technolgy-정보통신기술) 산업의 기술과 역량을 다른 산업에 적용 및 활용해 핵심적인 혁신 수단과 경쟁 도구로 활용하는 기업을 의미한다.
또한 디지털 기업은 디지털 네트워크를 통해 직원, 고객, 공급 업체 및 기타 외부 파트너와 핵심 비즈니스 관계를 설정 한 조직을 의미하기도 한다. 여기서 디지털 네트워크란 중요한 비즈니스 기능과 서비스를 지원하기 위해 조직 내에서 기술 플랫폼을 지원하는 역할을 수행한다. 이 기술 플랫폼의 몇 가지 예는 고객 관계 관리(CRM), 공급망 관리(SCM), 전사적 자원 관리(ERP), 지식 관리 시스템(KMS), 기업 콘텐츠 관리(ECM) 및 창고 관리 시스템(WMS) 등이 있으며, 이 기술 플랫폼의 목적은 디지털 방식으로 고객 또는 공급 업체 등과 같은 조직 외부와 직원과 같은 조직 내부끼리의 원활한 통합, 정보 교환 또는 기타 비즈니스 파트너 관계를 활성화하는 것에 있다.

## 출현 배경

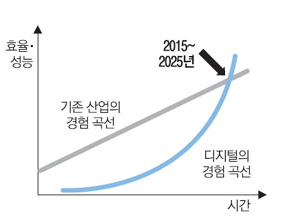

이러한 디지털 기업이 나타나게 된 배경은 다음과 같다.
- 디지털 기술의 급속한 발전 속도 : 무어의 법칙이나 황의 법칙이 증명하듯이 디지털 기술은 빠르게 발전하고 있고 그로 인해 활용도가 높아지고 있다.
- 데이터 기반 의사결정 가능 : 디지털 기술의 급속한 발전 속도로 인해 정보의 수집·가공·저장이 혁신적으로 발전하였고, 빅 데이터를 통한 데이터 마이닝 등이 가능해지면서 데이터 기반 의사결정이 가능해졌다.
- 디지털 골든크로스의 출현 : 디지털 골든크로스란 기하급수적인 발전에 기초한 디지털 기술이 선형적인 발전에 의지해 온 지금까지의 아날로그 산업을 효율이나 성능의 측면에서 추월하는 현상을 의미한다.